# Agapanthia amitina
Agapanthia amitina là một loài bọ cánh cứng trong họ Cerambycidae.